# 도메니코 폰타나
도메니코 폰타나(이탈리아어: Domenico Fontana, 1543년~1607년 6월 28일)는 오늘날의 스위스 티치노에서 태어난 후기 르네상스 시대의 이탈리아 건축가이며 주로 로마와 나폴리에서 활동했다.

## 생애
도메니코 폰타나는 루가노 호수에 있는 마을인 멜리데(당시 멜리데는 구 스위스 연방의 몇몇 스위스 주의 공동 소유였으며 현재는 스위스 티치노의 일부이다.)에서 태어나 나폴리에서 사망했다. 그는 1563년에 형을 만나기 위해 로마로 갔다. 그는 석고공으로서 경력을 쌓기 시작했고, 그후 석공 겸 수석 건축업자로 일했는데, 특히 측정과 기술적인 측면에 전문이었다.
폰타나의 첫 번째 건축 프로젝트는 1577년과 1578년 사이에 건설된 파스퀴노 광장에 위치한 몬탈토 추기경을 위한 빌라였다. 몬탈토는 후에 1584년에 폰타나에게 산타마리아 마조레 대성당의 카펠라 델 프레세피오(Cappella del Presepio, 예배당)를 건립하도록 맡겼는데, 이는 그리스 십자가 위에 얹힌 웅장한 돔형 건물이었다. 이 건축물은 풍부하고 화려한 장식과 세부 사항이 넘쳐났지만, 주요 건축물에 전혀 지장을 주지 않는 놀라울 정도로 균형 잡힌 구조였다. 또한 몬테풀차노의 S. Mario의 초기 스타일인 돔으로 장식되어 있다.
그는 같은 후원자를 위해 산타마리아 마조레 대성당 근처에 몬탈토 궁전을 건축했는데, 이 궁전은 양괴(量塊, mass)를 능숙하게 배치하고 부조와 화환 모양으로 장식을 묶은 것이 특징이며 건축가 본인의 처분에 맞게 계획을 적용한 능숙함이 돋보이는 건축물이다. 몬탈토 추기경이 식스토 5세 교황으로 즉위한 후, 그는 폰타나를 바티칸의 성 베드로 대성당의 건축가로 임명했고, 그에게 황금 박차 훈장 등 여러  명예를 수여했다. 폰타나는 성 베드로 대성당의 돔에 랜턴을 추가하고 잘 정의된 본당에서 내부를 확장할 것을 제안했다.
더욱 중요한 것은 그가 라테라노 산조반니 대성당(1586년경)에서 한 변형으로, 북쪽 외관의 로지아에 폭이 넓고 광대한 곡선으로 이루어진 웅장한 이중 아케이드를 도입했으며, 2층짜리 현관인 스칼라 산타(Scala Santa)를 추가했을 것으로 보인다. 건축 양식의 본질적인 특징으로서 아케이드에 대한 이러한 선호는 도메니코 폰타나와 그의 형 조반니 폰타나(1540~1614)가 설계한 델라쿠아 파올라 분수 또는 이와 같은 방향으로 계획된 테르미니 분수(Fontana di Termini) 등의 분수대에서 비롯되었다. 폰타나는 1585년에 아카데미아 디 산 루카의 회원이 되었다.
세속적인 건물 중에서 그의 강력하고 절제된 스타일은 건축가 자코모 바로치 다 비뇰라의 제안과 함께 라테라노 궁전(1586년 착공)에서 가장 잘 드러났다. 그러나 라테라노 궁전에서 건전한 구조 원칙의 강력한 적용과 조화의 힘은 부인할 수 없지만, 상상력의 부재와 스타일의 초라한 단조로움도 볼 수 있다. 후에 폰타나가 사도 궁전에 라테라노 궁전의 모티브를 다시 적용한 사실과 퀴리날레 궁전의 증축에서 알 수 있듯이 건축 문제에 대한 단 하나의 해결책에 만족하는 것이 그의 특징이었다.
폰타나는 또한 바티칸의 안뜰(court)을 나누는 횡단면을 디자인하기도 했다.

## 이집트의 오벨리스크

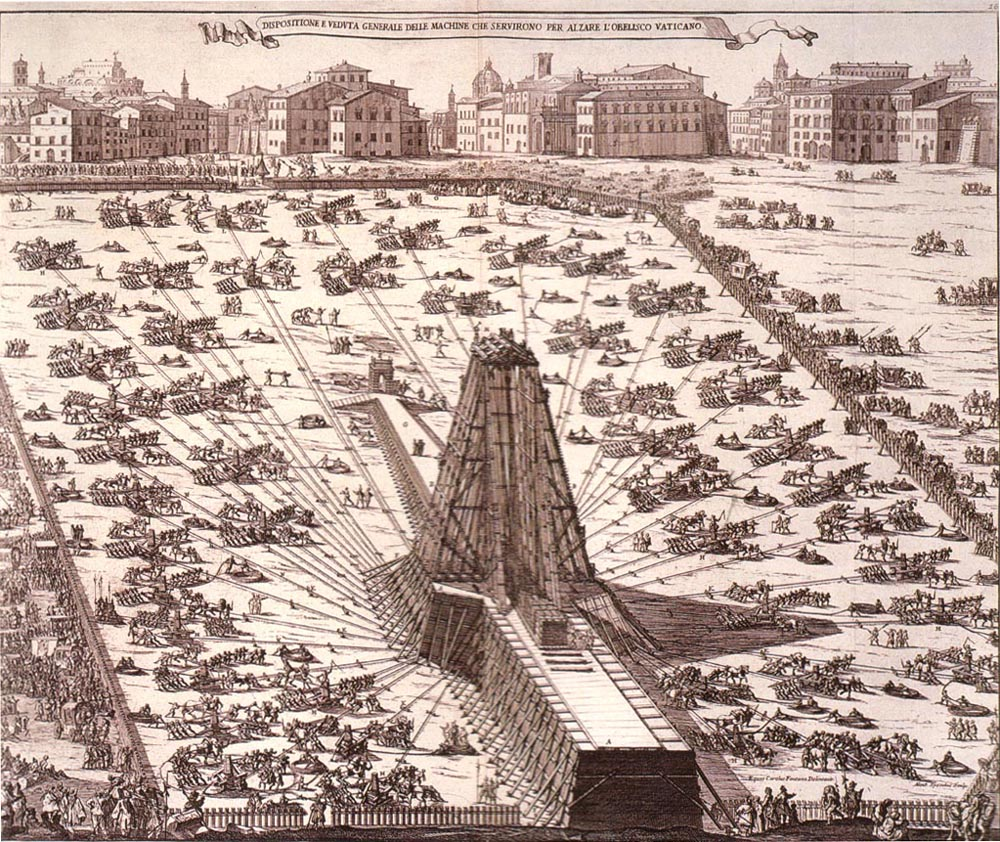
1586년 성 베드로 광장에서 재건축 되는 바티칸 오벨리스크

1586년에 폰타나는 성 베드로 광장에 무게 320톤의 바티칸 오벨리스크를 세웠다. 당시 이 오벨리스크를 세우기 위해 800명의 인력과 160마리의 말이 투입되었으며 셀 수 없이 많은 도르래와 수 미터 길이의 로프 등이 사용되었다.
그는 1590년 교황청의 오벨리스크와 교황청의 공장 이전문제(Della Transportatione dell'obelisco Vaticano e delle fabriche di Sisto V)에서 이에 대한 자세한 설명을 하기도 했다. 천문학자 이냐치오 단티가 이 연구에서 폰타나를 도운 것으로 알려져 있다.

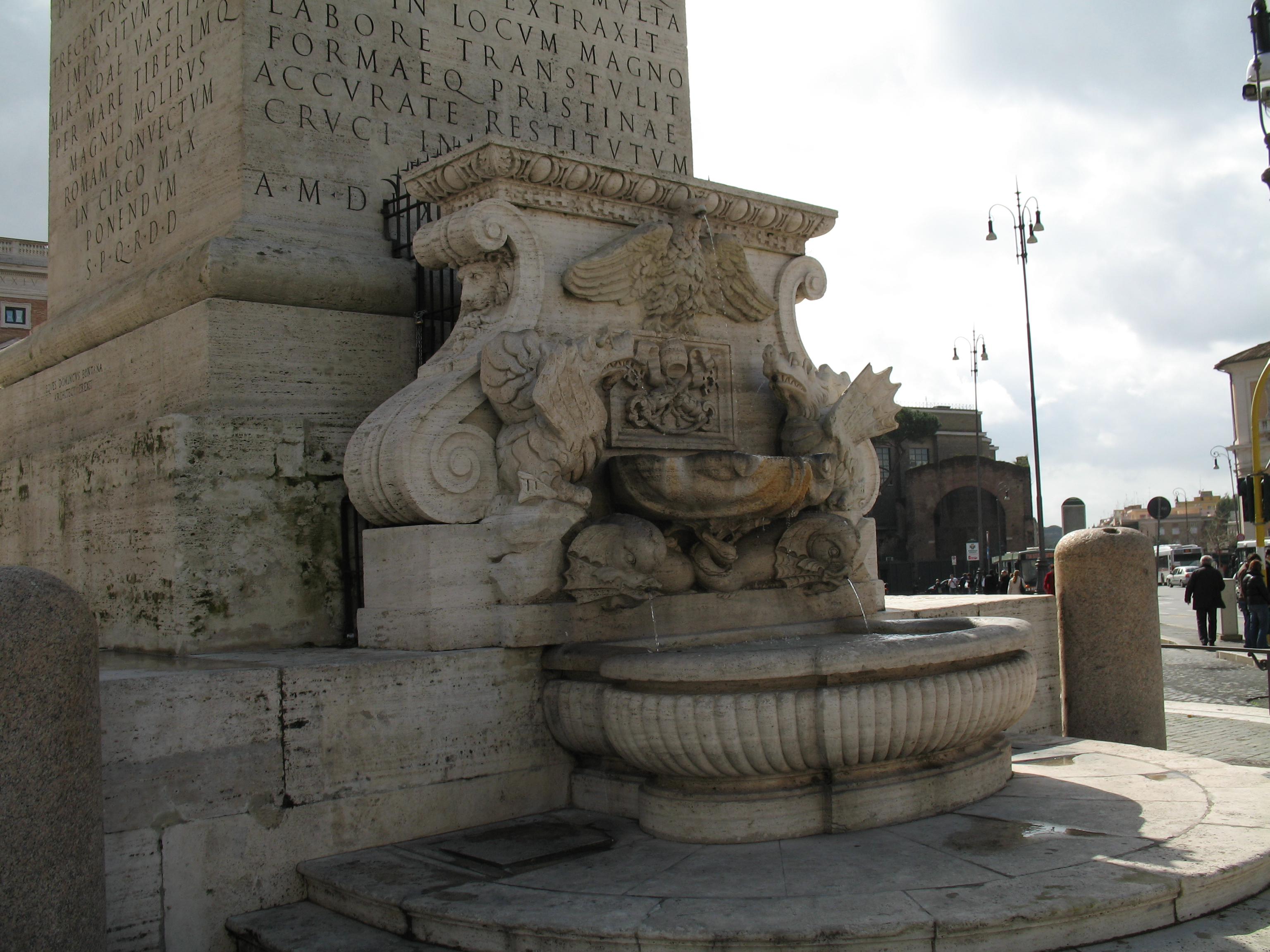
폰타나가 디자인한 라테라노 오벨리스크의 페데스탈에 있는 분수

또한 폰타나는 당시 전 세계적인 경이로움을 불러일으켰던 정역학에 대한 지식을 사용하여 포폴로 광장(플라미니오 오벨리스크), 산타마리아 마조레 광장, 산조반니 인 라테라노 광장(라테라노 오벨리스크)에 세 개의 다른 고대 오벨리스크를 세웠다.

## 다른 작품

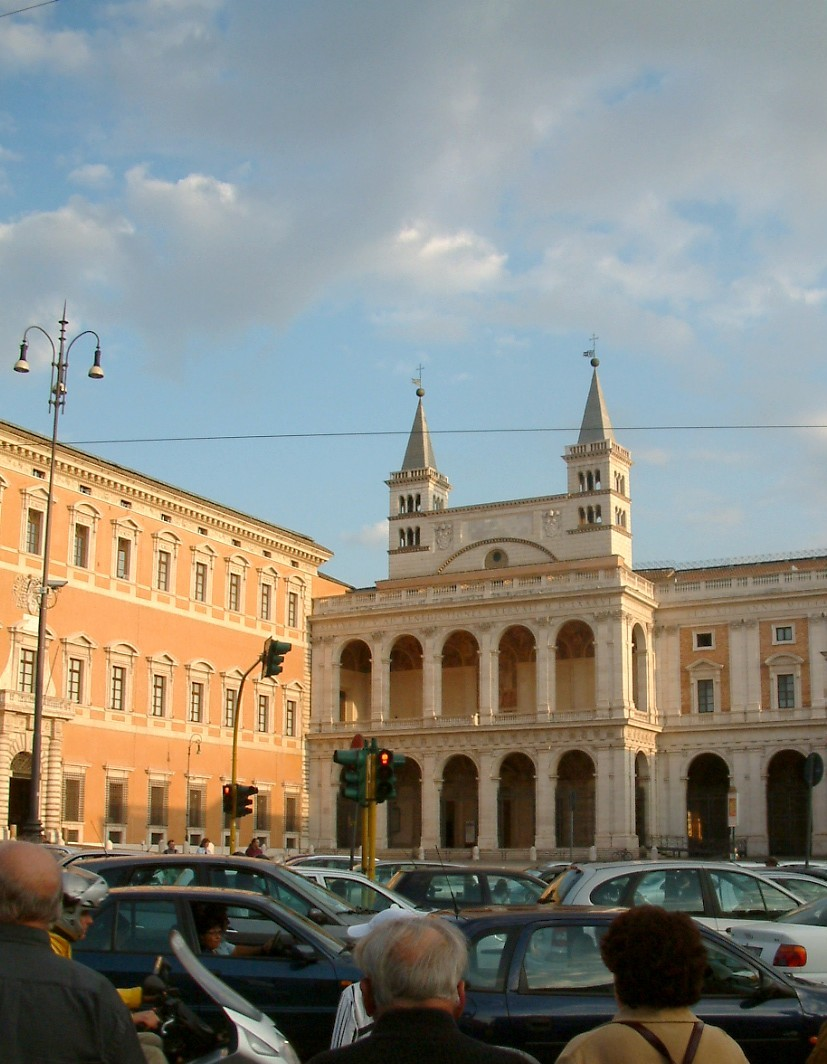
산 조반니: 북쪽 파사드
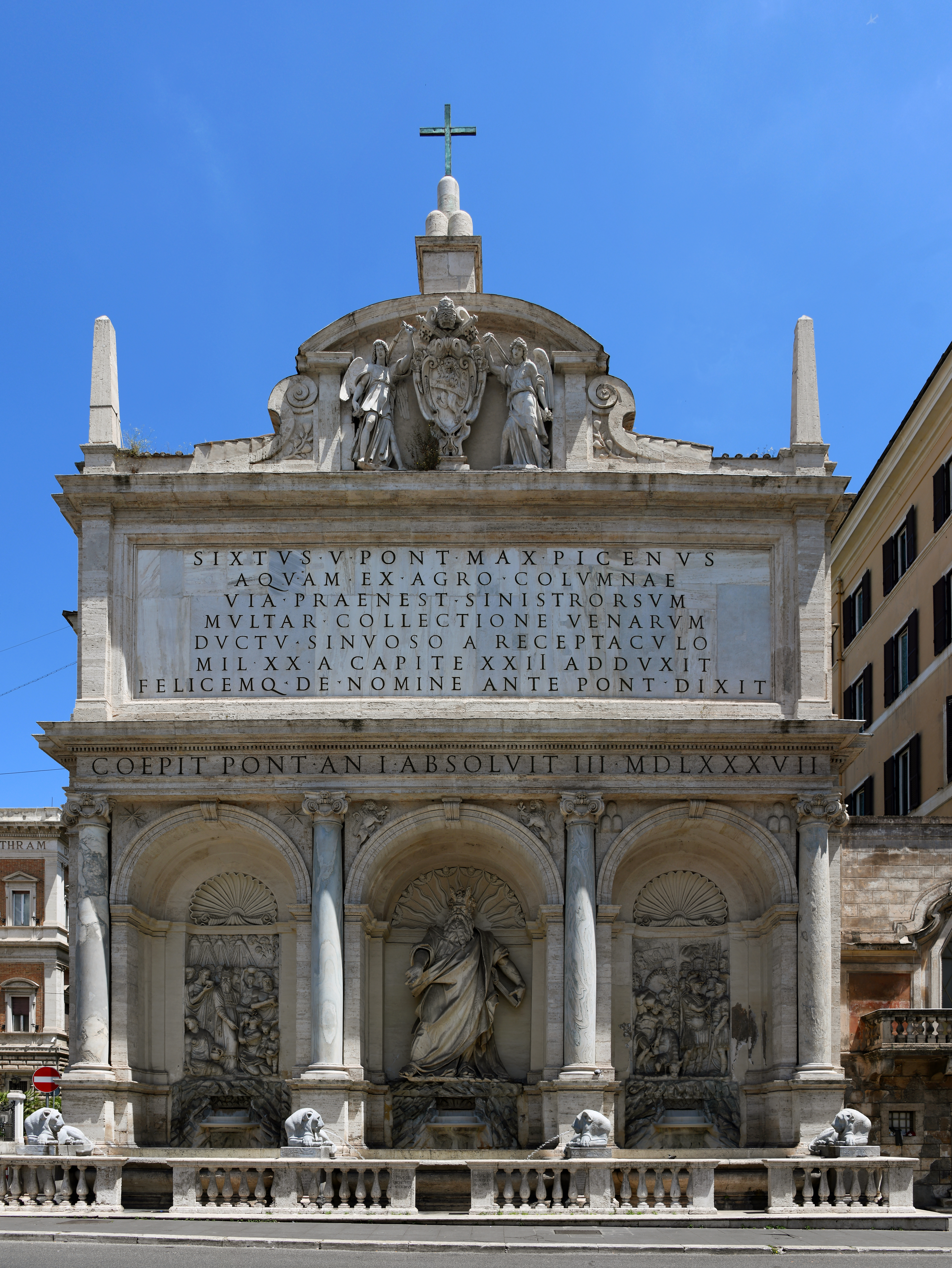
로마의 모세 분수
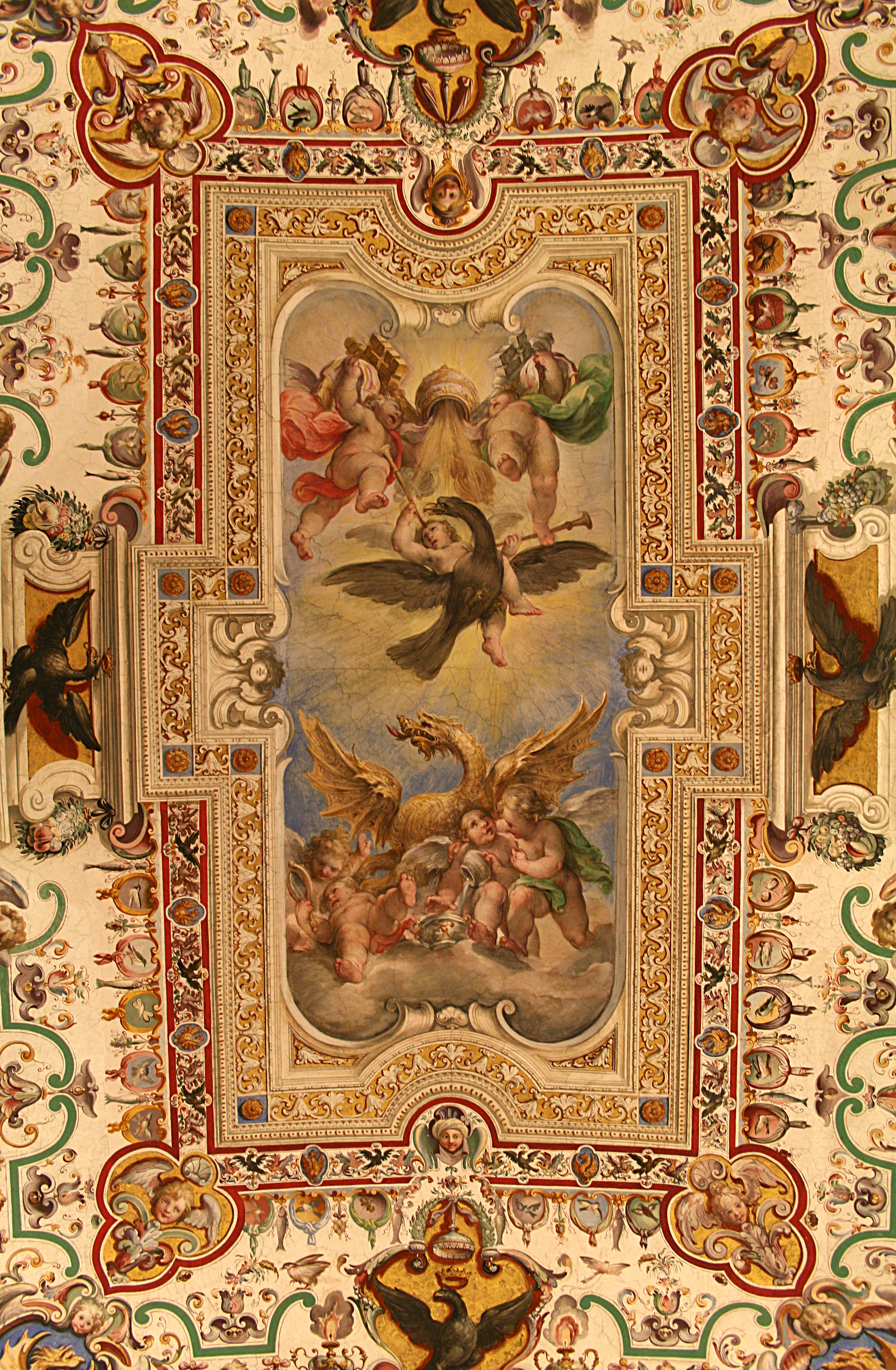
바티칸 도서관의 천장 디자인
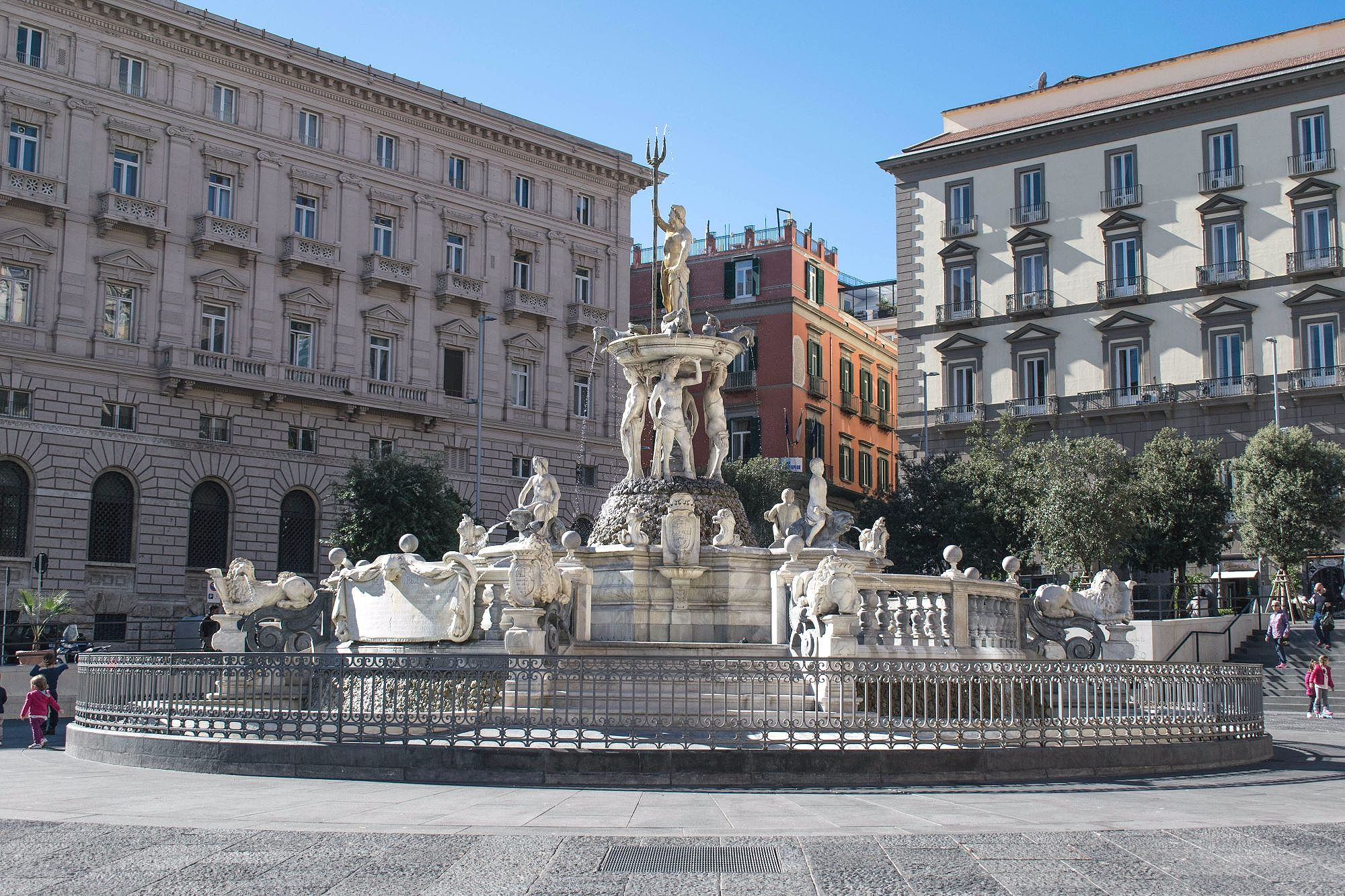
나폴리의 넵튠 분수

폰타나는 그의 후원자가 죽은 후에도 후임 교황 클레멘스 8세를 위해 한동안 봉사했다. 그러나 곧 그의 스타일, 시기심, 그리고 공금을 횡령했다는 비난에 대한 불만으로 인해 폰타나는 직위에서 해임되었고 나폴리로 쫓겨나게 됐다. 나폴리에서 그는 페냐란다 1대 공작, 후안 데 수니가(Juan de Zúñiga, 1st Duke of Peñaranda) 총독의 건축가 임명을 받아들였다. 이 당시에 운하를 건설하던 그의 일원 중 한 명이 고대 도시 폼페이의 위치를 처음으로 확인했다는 점이 주목할 만하다. 또한 폰타나는 운하를 설계한 것 외에도 나폴리 왕궁을 세웠다.
폰타나는 1607년에 사망하였으며 산타나 데이 롬바르디 교회에 묻혔다.
도메니코 폰타나의 형 조반니 폰타나도 건축가였으며 도메니코 폰타나의 아들 줄리오 체사레(Giulio Cesare)는 나폴리의 왕립 건축가가 되었다.

## 서적
- 도메니코 폰타나. Della Transportatione dell'obelisco Vaticano e delle fabriche di Sisto V . 로마 1590.
  - 뉴욕 공립도서관의 온라인 버전 보관됨 2012-05-01 - 웨이백 머신
  - Rare Book Room의 온라인 버전